# Girlfriend (cântec de Avril Lavigne)
Girlfriend  este primul disc single extras de pe cel de-al treilea album de studio al cântăreței de origine canadiană Avril Lavigne. În anul 2007, site-ul About.com realiza o listă a celor mai bune cântece pop, iar „Girlfriend” ocupa poziția cu numărul 39 din 100 posibile. Cântecul „Girlfriend” a marcat cele mai mari vânzări ale anului 2007 în domeniul digital, pe plan internațional fiind distribuite peste 7,3 milioane de descărcări digitale, conform IFPI.

## Informații

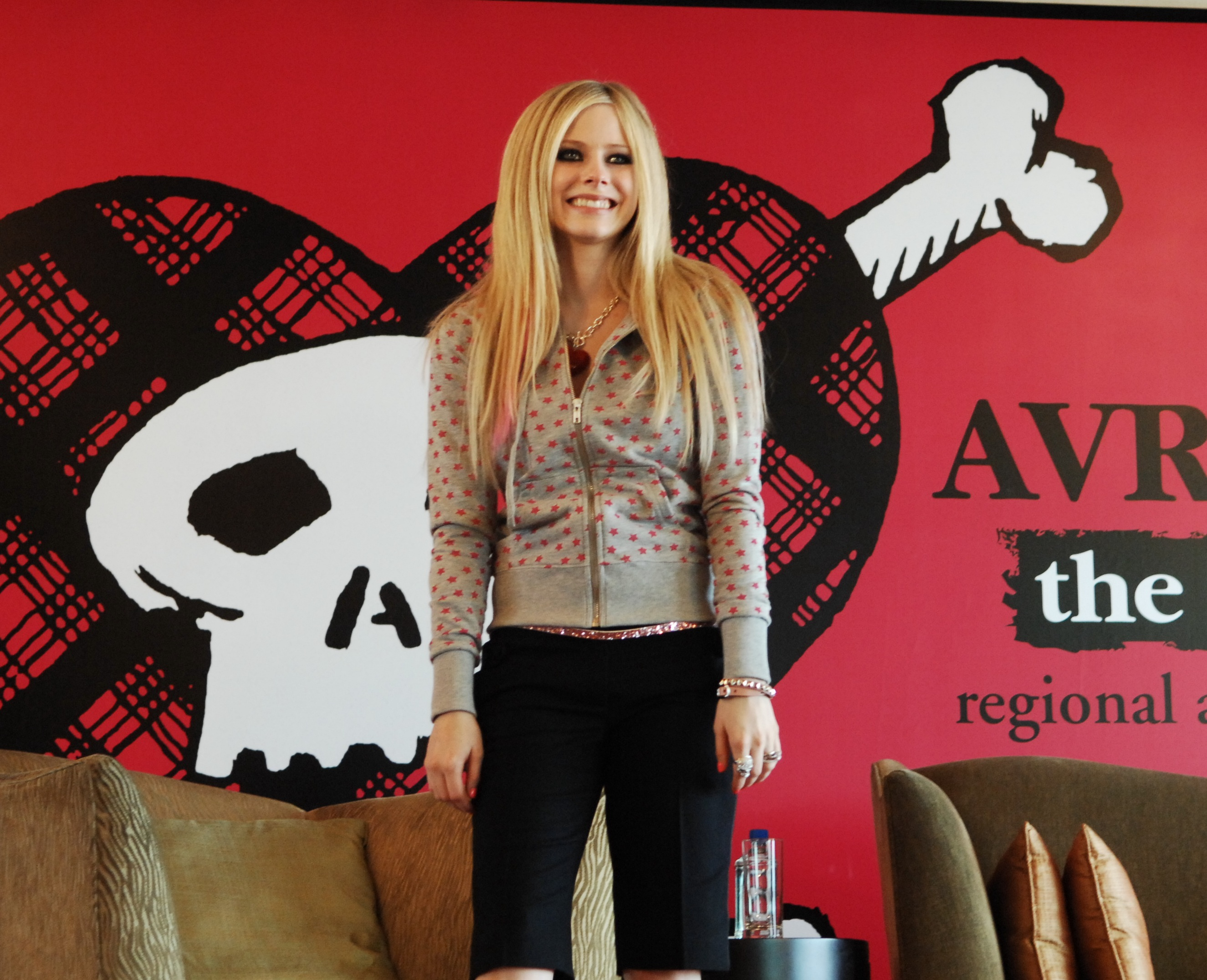
Avril participând la o conferinţă cu presa în Hong Kong

Girlfriend este primul single extras de pe albumul The Best Damn Thing și este produs de către Dr.Luke. 
Acest single a devenit unul dintre cele mai mari hituri ale artistei atât în Statele Unite cât și în celelalte state precum Australia sau Marea Britanie. Melodia Girlfriend a beneficiat și de un remix făcut împreună cu Lil' Mama, lansat în luna iunie a anului 2007. Unul dintre membrii formației The Rubinoos a intentat un proces împotriva lui Lavigne, având ca temă drepturile de autor ale melodiei Girlfriend, care seamănă izbitor după spusele acestuia cu hitul lansat de către ei în anii 1980, „I Wanna Be Your Boyfriend”.
Cântecul o are ca protagonistă pe Avril Lavigne, care încearcă să-l convingă pe iubitul unei fete că ea ar putea fi o iubită mai grijulie, stilul abordat in melodie fiind unul pop-punk, caracteristic anilor '80.
Piesa Girlfriend a mai fost difuzata in cadrul unui joc video Burnout Dominator, in trailer-ele filmelor: The Bratz si I Now Pronounce You Chuck and Larry cat si in numeroase episoade din desenele Manga (Hanazakari no Kimitachie).
Premierea single-lui Girlfriend a avut loc la postul canadian The Bounce înainte de data oficiala pentru difuzare, bucurându-se de păreri pro dar și contra. 
Pentru public, melodia a fost disponibilă pentru descărcare în magazinul iTunes pe data de 23 februarie 2007 dar în urma unor neînțelegeri cu casa de discuri a fost retrasă și readusă publicului pe 27 februarie.
În urma vânzării digitale de peste 122,000 de unități, cântecul a debutat pe locul 5 în topul U.S. Billboard Hot 100 fiind cel mai bun debut al carierei sale.

## Videoclip
Videoclipul piesei Girlfriend a avut premiera în cadrul emisiunii MTV's Total Request Live (varianta din Statele Unite) pe data de 26 Februarue 2007 dar și în câteva emisiuni din Europa.
A fost filmat in Norwalk, California într-un parc de distaractii numit Golf 'n' Stuff și este regizat de The Malloys.
În videoclip avem parte de două personaje care o întruchipează pe Avril Lavigne în momentele diferite din viața sa: prima persoana este una inocenta, cu ochelari si cu părul roșcat iar cea de-a doua este în antiteza cu prima: obraznică, cu o atitudine de rockeriță, purtând haine închise la culoare și cu părul negru. 
Disputa apare în momentul în care Lavigne (rockerița) dorește să-i „fure” iubitul celei inocente, cauzând o serie de accidente și într-un final câștigând lupta și atenția băiatului, personajul masculin fiind interpretat de modelul Bryan McMullin.
Videoclipul este unul dintre cele mai vizionate ale anului 2007. Numai în cadrul serviciului YouTube avand peste 65,670,000 de accesări, câștigând astfel distincția Second all-time most-viewed video.